# 毛呂准子
毛呂 准子（もろ じゅんこ、1963年5月31日 - ）は、日本の実業家、株式会社商船三井常務執行役員・チーフヒューマンリソースオフィサー。

## 人物・経歴
立教大学文学部英米文学科（現・英米文学専修）卒業。1986年、大阪商船三井船舶株式会社（現・株式会社商船三井）入社。
定航三部、経営企画部、秘書室での勤務を経て、2001年に人事部人事チーム課長に就任。
2004年から4年間、商船三井客船株式会社へ出向し、客船にっぽん丸のクルーズ企画や外国人クルーの人事に携わる。
2014年、株式会社商船三井秘書室長、2017年、同経営企画部専任部長、2018年、同コーポレートマーケティング部長を歴任。
2019年、同執行役員（人事部担当）、2021年4月、同常務執行役員、2022年4月からは常務執行役員・チーフヒューマンリソースオフィサーに就任。
職務の傍ら、産業組織心理学領域の研究に携わり、2008年に筑波大学大学院教育研究科カウンセリング専攻を修了し、2014年には筑波大学大学院人間総合科学研究科博士後期課程修了。博士号（生涯発達科学）を取得。